# Google Sites
 (juin 2020).
Si vous disposez d'ouvrages ou d'articles de référence ou si vous connaissez des sites web de qualité traitant du thème abordé ici, merci de compléter l'article en donnant les références utiles à sa vérifiabilité et en les liant à la section « Notes et références ».
Google Sites est un produit ajouté en mars 2008 au sein de G Suite permettant facilement la création de sites internet ou collaboratifs proche du wiki. La version précédente de ce produit s'appelait Google Page Creator.
Il s'agit d'une alternative à des produits commerciaux comme SharePoint de Microsoft.
La création d'un site internet se fait à partir d'un compte Google. La conception d'une page se fait à l'aide d'un éditeur en ligne qui permet de modifier la mise en page, les polices de caractère, d'insérer des images, des vidéos, des liens, des flux RSS…
Il est également possible d'intégrer sur le site d'autres produits Google : 
- tableaux liés avec des Google Docs ;
- cartes Google Maps ;
- photos Picasa ;
- agenda géré à partir de Google Agenda ;
- statistiques du site via Google Analytics.

Jusqu'à l'été 2013, il était possible d'intégrer aux sites des publicités grâce à AdSense.
En septembre 2021, plus de 222 000 sites Web ont été créés à l'aide du moteur de recherche Google Sites.[non pertinent]